# Alcázar de San Juan
Alcázar de San Juan é um município da Espanha na província de Cidade Real, comunidade autónoma de Castela-Mancha, de área 666,70 km² com população de 28199 habitantes (2004) e densidade populacional de 42,30 hab/km².
O município é um dos principais pontos de elaboração de queijo manchego e conta com 4 queijarias importantes com certificado de Denominação de Origem.

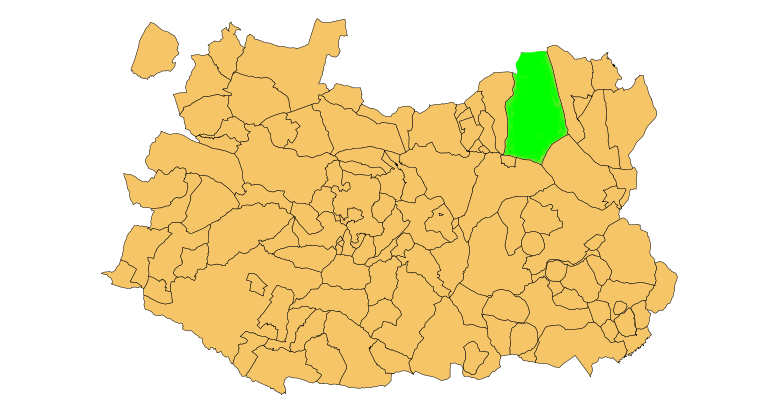
Localização de Alcázar de San Juan

## Demografia
| Variação demográfica do município entre 1991 e 2004 | Variação demográfica do município entre 1991 e 2004 | Variação demográfica do município entre 1991 e 2004 | Variação demográfica do município entre 1991 e 2004 |
| --------------------------------------------------- | --------------------------------------------------- | --------------------------------------------------- | --------------------------------------------------- |
| 1991                                                | 1996                                                | 2001                                                | 2004                                                |
| 25                                                  | 25961                                               | 26403                                               | 28199                                               |